# Poslijeratni Baby Boom
Poslijeratni Baby Boom je kolokvijalno ime za generacije koje su uslijedile nekih dvadesetak godina nakon drugog svjetskog rata.
Prije Baby boom generacije bio je period u kojem je rađanje i odgajanje djece bilo bitno otežano iznimno teškim gospodarskim i društvenim stanjem povezanim s drugim svjetskim ratom. Završetkom rata došlo je i do naglog nestanka društvenih i ekonomskih zadrški osnivanju obitelji. Dok su skromnost, neimaština i veliki stres bile odrednice ratnih godina, poslije rata, parovi su se ponovo ujedili i počeli zauzimati tradicionalne obiteljske uloge. Muški sudionici rata, dojučerašnji vojnici naglo su se vratili u radnu snagu, a žene su se koncentrirale na uloge domaćice i majke.
Ono što je uslijedilo bio je rast broja djece rođene po ženi tj. ukupne stope fertiliteta na razinu od 3 – 4 u zemljama koje su tada bile obuhvaćene fenomenom (zemlje Europe, Azije, sjeverne Amerike, Australija).
Danas čine značajan udio u radnom kontingentu, a za održivost mirovinskog sustava iznimno su značajni jer najstariji od njih (oni rođeni neposredno poslije rata) uskoro ulaze u dob kada u većini država ostvaruju pravo na starosnu mirovinu.
Zbog činjenice da je nakon poslijeratnog booma uslijedilo razdoblje konstantno padajuće stope ukupnog fertiliteta, njihov odlazak u mirovinu predstavlja značajan fiskalni pritisak na sustave međugeneracijske solidarnosti institucionalizirane u većini država.